# Kinoshita Iesada
Pour les articles homonymes, voir Kinoshita.
Kinoshita Iesada est un nom japonais traditionnel ; le nom de famille (ou le nom d'école), Kinoshita, précède donc le prénom (ou le nom d'artiste).
Kinoshita Iesada (木下 家定, 1543-4 octobre 1608) est un samouraï de l'époque Sengoku et du début de l'époque d'Edo. Son nom de famille signifie « Sous l'arbre ». Son beau-frère est le général qui deviendra connu sous le nom Toyotomi Hideyoshi.

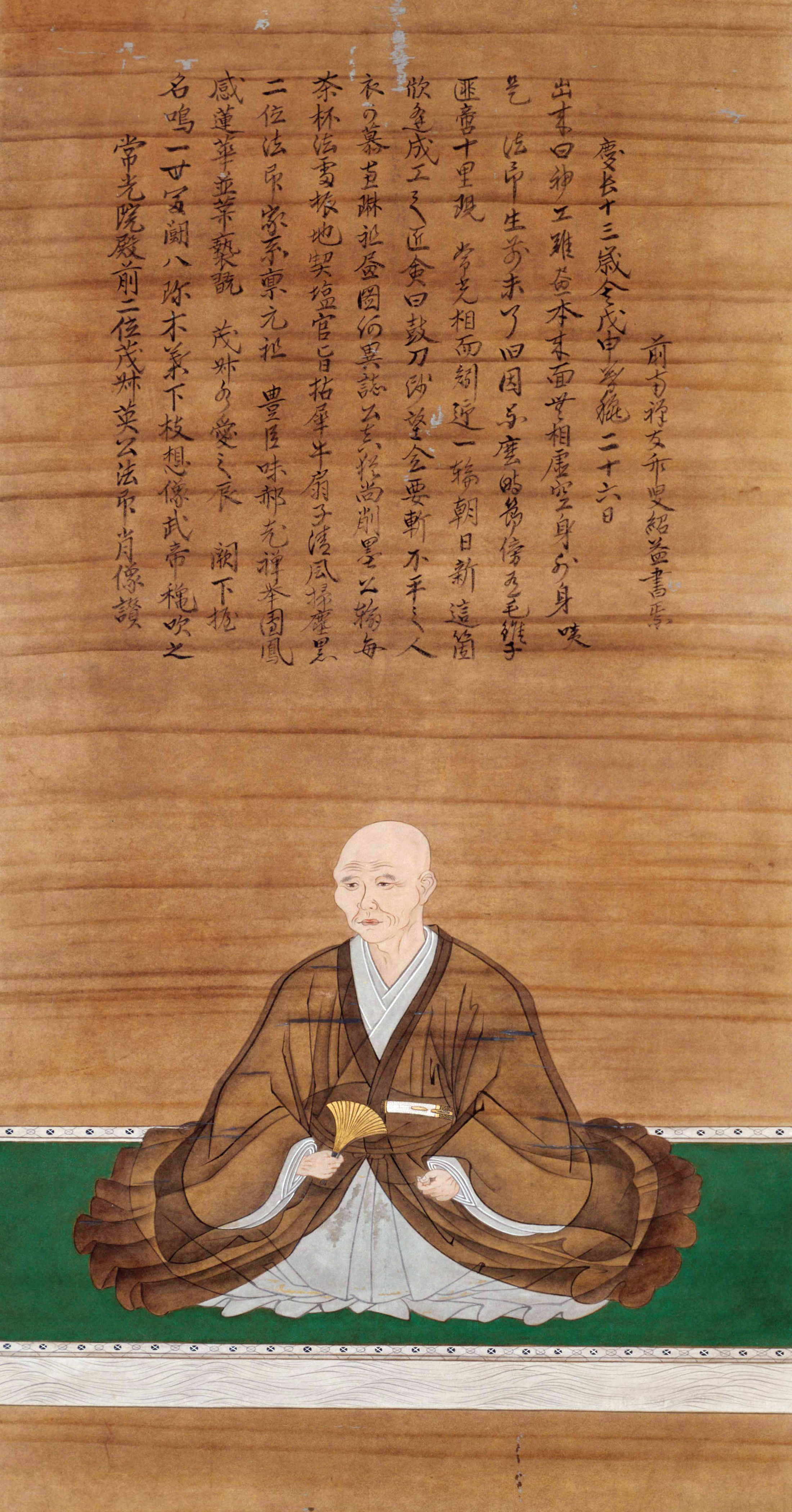
Kinoshita Iesada.

À l'époque de la bataille de Sekigahara, Iesada est daimyo du domaine de Himeji, qui lui assure 25 000 koku de revenus. Cependant, en raison de sa distinction dans la protection de sa sœur O-ne (femme d'Hideyoshi), Tokugawa Ieyasu le récompense et il reçoit le domaine d'Ashimori dans la province de Bitchu à la suite de  la bataille.
Parmi les enfants d'Iesada, on compte Katsutoshi, Toshifusa, Nobutoshi, Toshisada et Hidenori. Toshifusa, son deuxième fils, lui succède.

## Source de la traduction
- (en) Cet article est partiellement ou en totalité issu de l’article de Wikipédia en anglais intitulé « Kinoshita Iesada » (voir la liste des auteurs).